# 데이코쿠 호텔

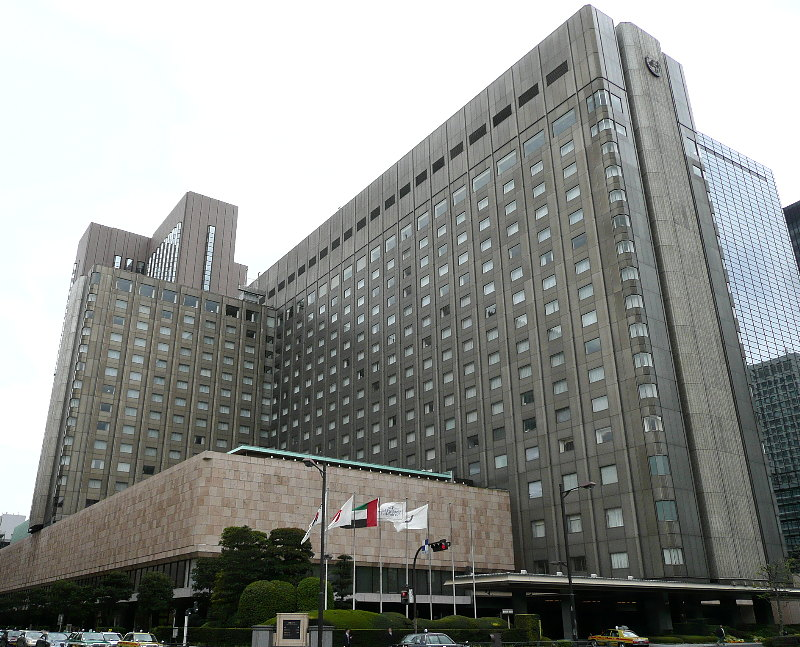
데이코쿠 호텔 모습

데이코쿠 호텔(일본어: 帝国ホテル,제국호텔)은 일본 도쿄도 지요다구 우치사이와이초(内幸町)에 위치한 호텔이다. 또한, 일본 여러 각지에 호텔들을 소유하고 있는 호텔 체인이다. 상호는 '주식회사 데이코쿠 호텔'이며 영문 명칭은 Imperial Hotel이다.
일본의 문화를 대표하는 내셔널 호텔(National Hotel)로서 오래된 전통을 자랑하며 호텔 업계에서는 데이코쿠 호텔과 호텔 오쿠라(일본어: ホテルオークラ), 뉴 오타니(일본어: ニューオータニ)를 가리켜 '고산케'(御三家)라고 부른다.
다국적 기업 호텔 체인의 새 호텔 개업이 계속되고 있는 가운데서도 데이코쿠 호텔은 선전하고 있으며, 일본의 호텔 가운데서 유일하게 'Institutional Investor' 잡지의 호텔 랭킹에 등재되어 있다.

## 연혁
데이코쿠 호텔은 1890년 11월 3일에 건물이 준공되어 다음해 7월에 개업하였다. 인접한 로쿠메이칸(鹿鳴館)과 밀접한 관계를 가진 호텔로서 이노우에 카오루(井上馨)가 시부사와 에이치(渋沢栄一)와 오쿠라 기하치로(大倉喜八郎) 두사람을 시켜 '유한회사 데이코쿠 호텔 회사'를 설립해 건설한 것이다.
경영권은 시부사와 에이치로부터 오쿠라 기하치로로, 그가 죽은 후에로 오쿠라 가문의 장남 오쿠라 기시치로(大倉喜七郎)가 계승하였다. 하지만 태평양 전쟁에서 일본제국이 패망한후 공직 추방 및 전쟁 재벌 해체 정책에 의해서 기시치로는 소유 주식의 대부분을 팔 수밖에 없었다. 결국 도쿄 식산(東京殖産)의 오사다 쇼우이치로부터 거액의 자금 원조를 받은 '북지(北支)의 담배왕' 가네이 히로토(金井寛人)가 1953년에 주식의 대부분을 사서 회장이 된다. 한편, 공직에서 추방되었던 키시치로는 다른 유명 호텔인 호텔 오쿠라를 만들었다.
1977년 오너가 죽은 뒤 오사노 겐지(小佐野賢治)의 고쿠사이 흥업(国際興業)에게 소유권이 양도되었다. 2004년에는 코쿠사이 흥업이 셀베루스 캐피털 매니지먼트(Cerberus Capital Management)에 매수되면서 2007년 10월, 고쿠사이 흥업이 보유한 데이코쿠 호텔 주식 대부분이 미쓰이(三井) 부동산에게 매각되어 현재는 미쓰이 부동산이 주식 33%를 보유한 대주주이다.

### 초대 데이코쿠 호텔
- 와타나베 유즈루(渡辺譲)가 설계했다.

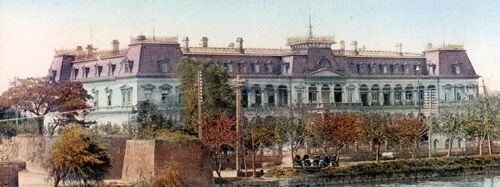
초대 데이코쿠 호텔

- 목재로 뼈대를 세운 벽돌건물이며 3층이었다. 객실은 총 60실.
- 1890년 준공하였다.
- 1919년 화재로 전소되었다.

### 라이트 관
- 프랭크 로이드 라이트가 설계했다.

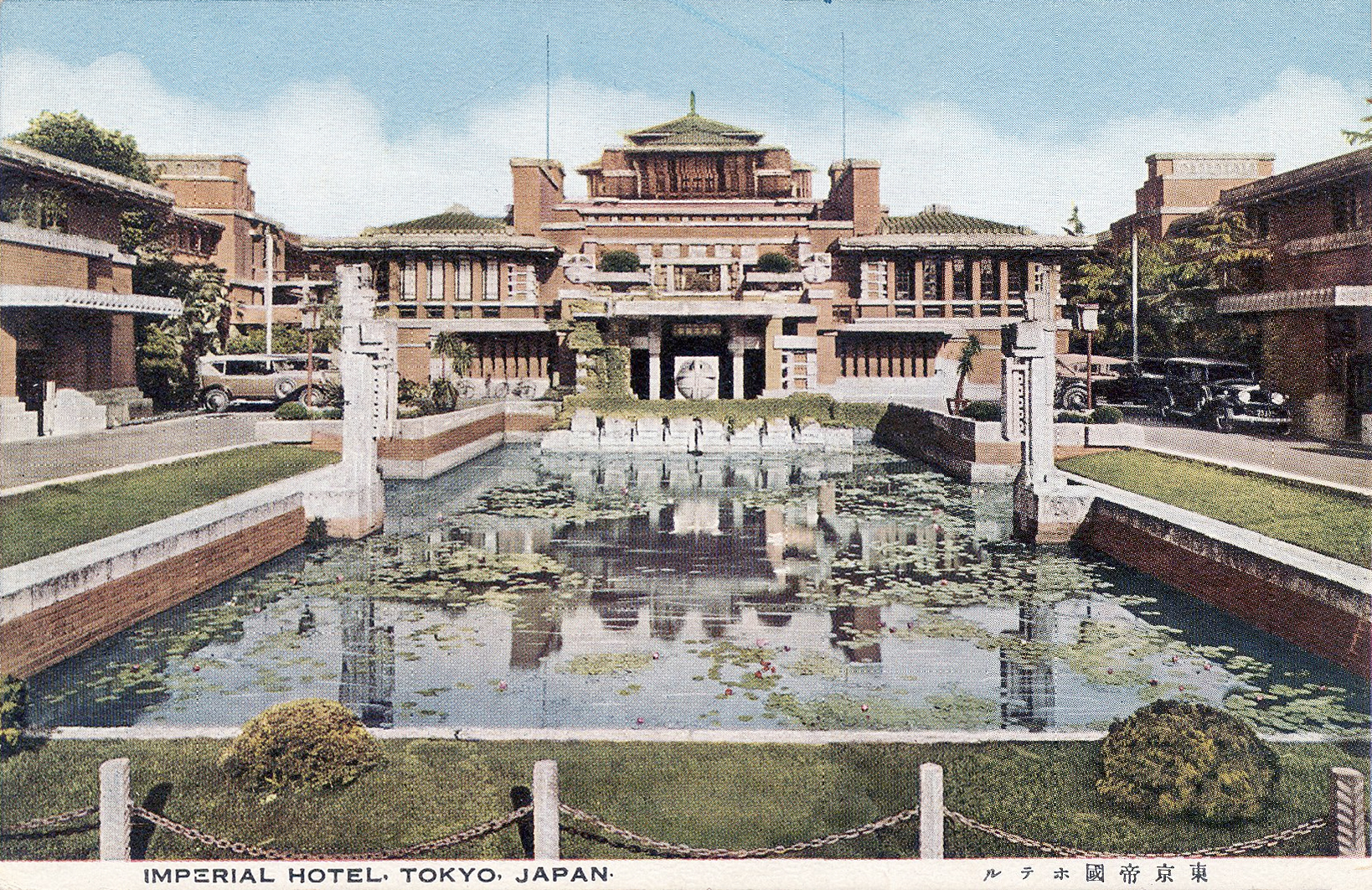
정면에서 본 현관과 연못

- 철근 콘크리트 및 벽돌 콘크리트 구조로서, 지상 3층(중앙동은 5층), 지하 1층이다. 객실은 총 270실이었다.
- 1923년 준공하였다.
- 1968년 새로운 본관 건설을 위해 해체된다.

## 프랭크 로이드 라이트의 건축
1912년, 당시 데이코쿠 호텔의 총지배인이었던 하야시 아이사쿠(林愛作)는 미국인 건축가 프랭크 로이드 라이트(Frank Lloyd Wright)에게 신관 건설을 의뢰한다. 라이트는 이를 위해 일본을 방문하고 건축을 위해 사용되는 석재부터 일상 생활 용품에 사용하는 목재의 선정에 이르기까지 철저히 감독한다.
본관은 복고풍 마야 스타일이었다.마야 피라미드 형상이라든가 마야풍의 장식을 하였다. 독수리가 날개를 펼친 것 같은 거대한 호텔의 형상은 실제로는 작은 부분이 연결해 합쳐진 연결 구조로 되어 있어서 건물 전체에 유연성을 갖게 하는 동시에 일부 파손이 있어도 전체에는 피해를 끼치지 않게 하는 구조로 설계되었다. 또, 대규모 호텔로는 세계에서 처음으로 전체 건물에 스팀 난방을 채용하는 등 내진과 방화에 대비한 획기적인 기술을 도입한 설계였다.

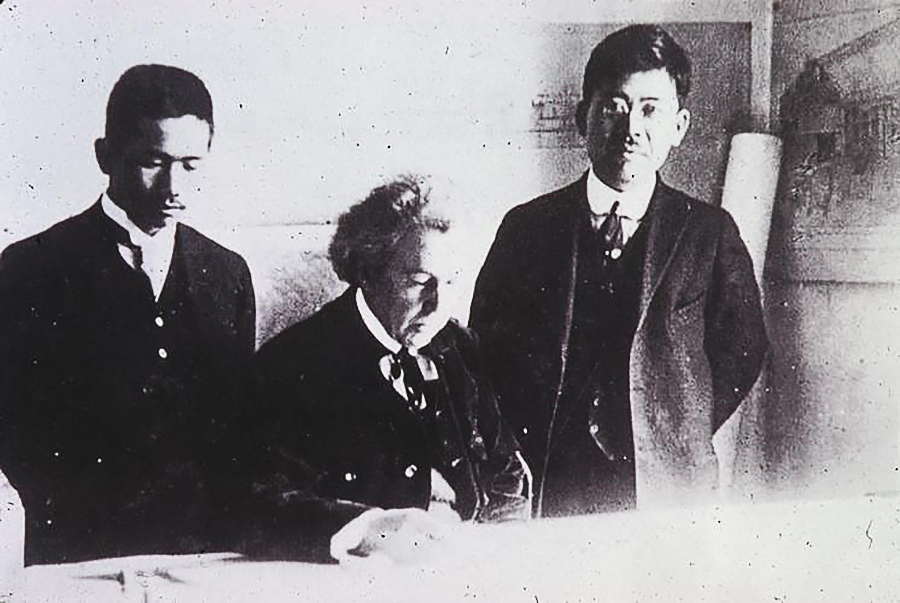
왼쪽에서부터 엔도 아라타(遠藤新), 프랭크 로이드 라이트, 하야시 아이사쿠(林愛作)

그러나 이러한 완벽 주의는 대폭적인 예산 초과를 불러왔다. 그렇지만 하야시 아이사쿠의 개인적인 지지로 라이트는 건설을 계속 진행할 수 있었다. 1919년 초대 데이코쿠 호텔이 실화로 전소하면서 신관의 조기 완성은 경영상의 최우선 업무가 되었다. 그래서 설계의 변경을 반복하는 라이트와 경영진과의 충돌이 심각해졌다. 당초 계획된 예산인 150만엔이 6배인 900만엔으로 부풀어 오르자 하야시 아이사쿠 총지배인은 책임을 지고 사임해야 했으며 라이트도 심혈을 기울인 이 호텔의 완성을 볼 수 없게 되었다.

### 동경 대지진
호텔의 건설은 라이트의 첫 번째 일본인 제자인 엔도 아라타(遠藤新)의 지휘 아래 계속되었다. 1923년, 설계부터 시작해 11년의 세월을 거쳐 라이트가 계획한 본관이 완성되었다. 9월 1일에 준공 기념 피로연이 열릴 예정이었다. 그런데 피로연 준비에 여념이 없을 때 관동 대지진이 도쿄를 덮친다. 주변 많은 건물들이 붕괴되거나 화재에 휩싸이는 가운데 소규모의 손상만 있을 뿐 거의 상처 없이 변함없는 형태를 유지한 라이트의 데이코쿠 호텔은 한층 더 사람들의 눈길을 끌게 된다. 라이트는 2주일 후 이 사실을 엔도의 편지로 알게 되었는데, 매우 기뻐하였다고 한다.
이는 캔틸레버식의 바닥과 발코니등이 구조적으로 잘 받춰주었으며, 20미터 마다 설치된 연결 부분이 지진파의 충격을 흡수하였다. 또한 배관과 전선등이 매달려 있는 형태로 설치되어 매립된 형태보다 훨씬 지진에 견디기 쉬었다.
1945년 5월 24일과 5월 25일의 도쿄 대공습에 따라서 본관 중앙부에서 남쪽 날개부분, 공작홀, 연회장 등에 많은 소이탄이 떨어져 총바닥 면적의 40%가 타는 큰 피해를 입는다. 태평양 전쟁 후 데이코쿠 호텔은 미군 GHQ에 접수되었고 이후 대규모 수복 공사를 실시해 호텔은 본래의 모습을 되찾았다.
미군 점령이 끝나고 일본을 방문하는 외국인이 다시 증가하기 시작했던 즈음인 1954년에 라이트의 본관의 뒤쪽으로 170실을 자랑하는 제1신관이 완성되었으며 1958년에는 그 옆에 지상 10층, 지하 5층, 객실수 450실의 제2신관이 완성되었다.

### 철거
1964년에는 라이트가 설계한 본관을 철거하고 새롭게 철근 콘크리트 건축물을 지어 지상 17층, 지하 3층, 객실수 772실의 새로운 본관을 만들 계획이 발표되었다.

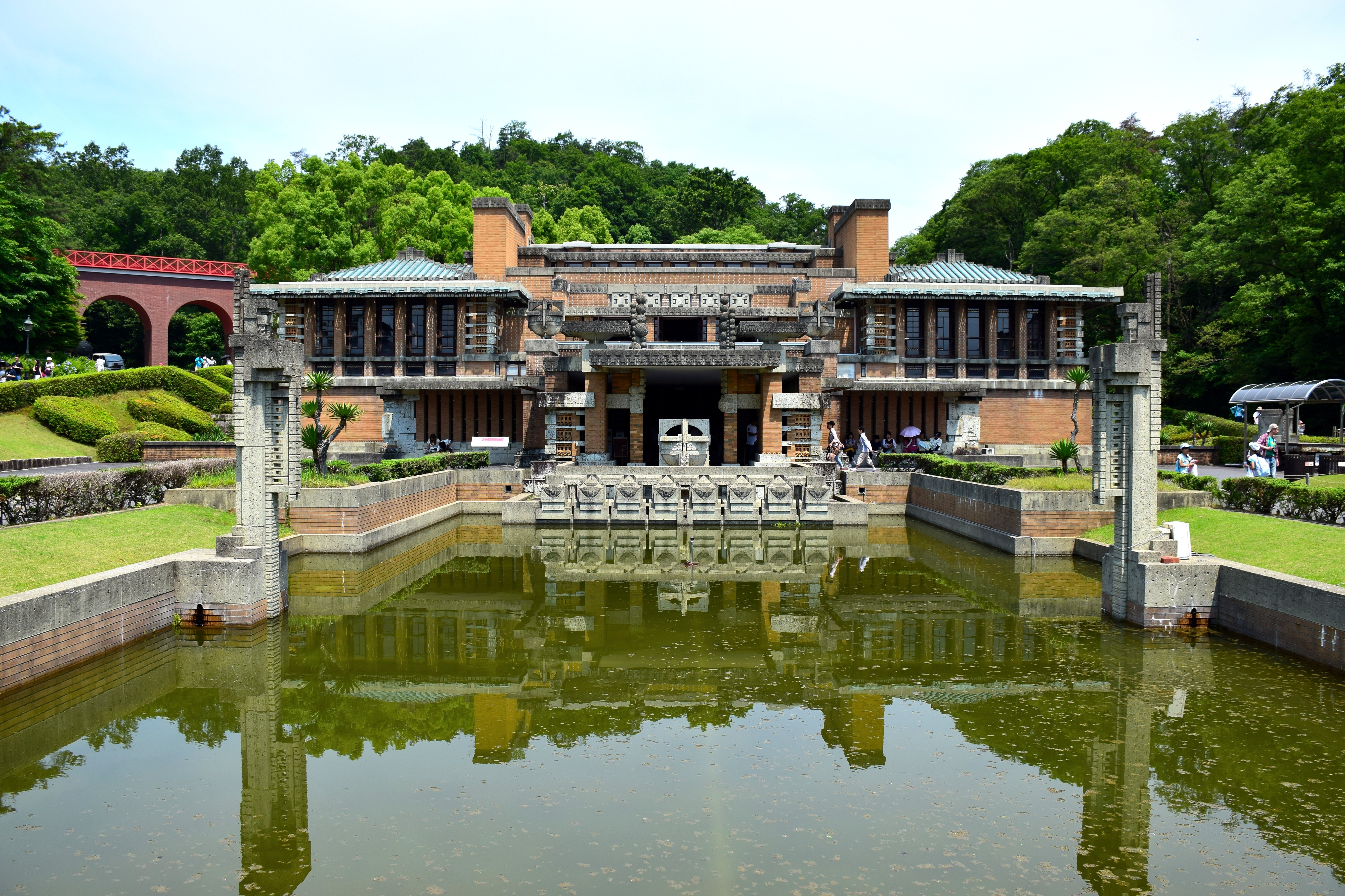
메이지무라로 옮겨진 현관부분

대지진의 대참화와 공습에도 견딘 이 호텔의 존속을 호소하는 대규모 반대 운동이 일어났지만 본관은 지반 침하 등의 영향으로 기둥이 기울어 누수가 되는등 노후화가 진행되고 있었고, 도심의 최고 부지의 거대한 건축물의 객실수가 겨우 270실이여서 경제적 문제가 있었다.
라이트관은 1967년 폐쇄되었고 많은 사람들이 안타까워하였지만 다음해 봄까지 철거되었다. 철거지에 건설된 근대적 외관의 새로운 본관은 1970년의 일본 만국 박람회 개최에 맞추어 준공된다. 이 때부터 '라이트 설계의 데이코쿠 호텔 본관'은 '라이트관'으로서 사람들의 추억 속에 남게 되었다.
한편 해체된 라이트관의 현관 부분은 박물관 메이지무라(明治村)으로 옮겨져 현재도 볼 수 있다. 또한 2005년 4월에 신 본관 14층의 '임페리얼 플로어'에 신설된 '프랭크 로이드 라이트 스위트'는 라이트관의 다양한 곳에 있던 물품들이나, 라이트의 독자적인 스타일로 디자인된 내장 용품 및 일상 생활 용품들을 충실히 재현하고 있다.

## 데이코쿠 호텔의 이미지
다음은 데이코쿠 호텔의 과거 모습 사진이다.

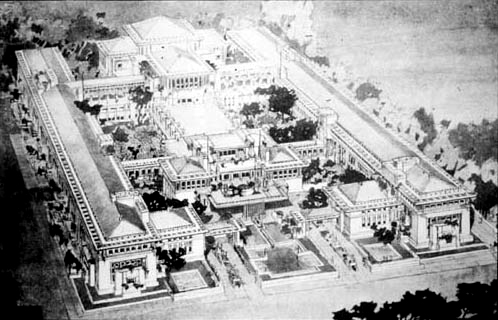
라이트의 최종 완성 예상도
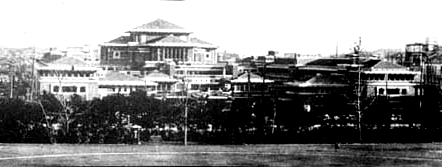
히비야 공원으로부터 본 전경(全景)
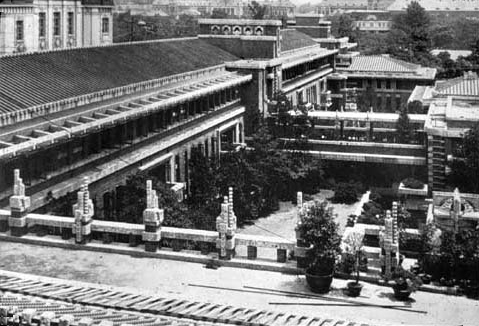
북쪽 날개 옥상으로부터 본 현관 홀과 배후의 로비
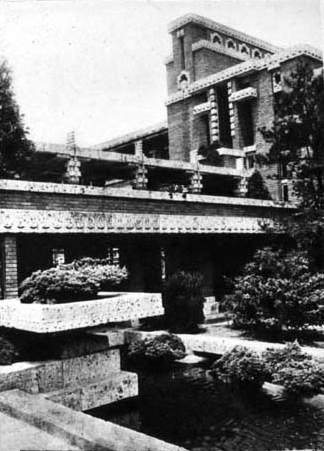
측면에서 본 로비
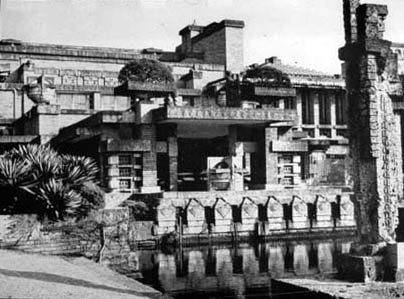
정면 현관
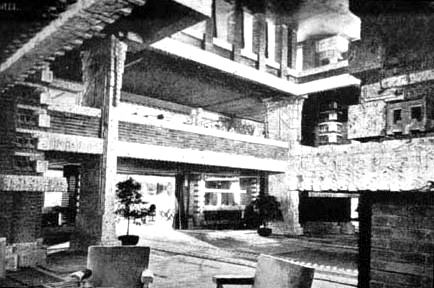
현관 홀
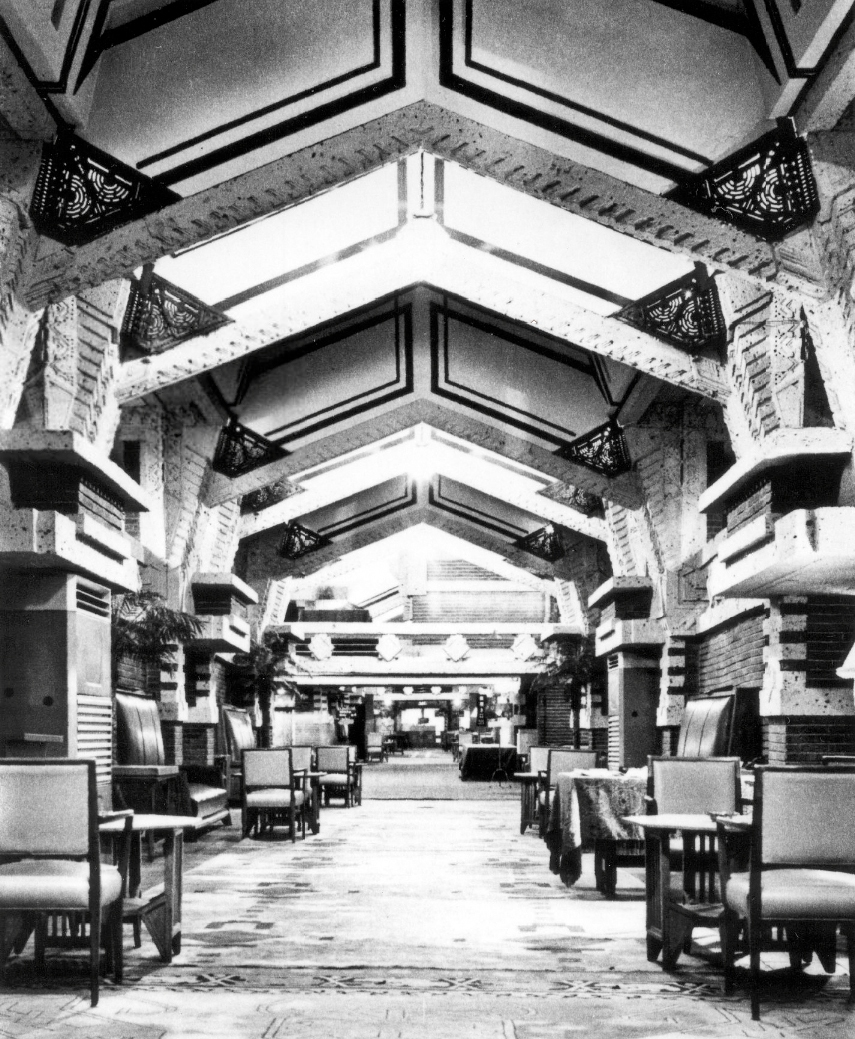
로비 안쪽
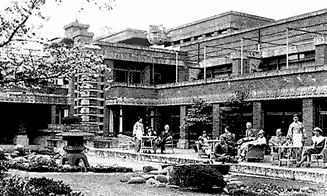
테라스 안뜰
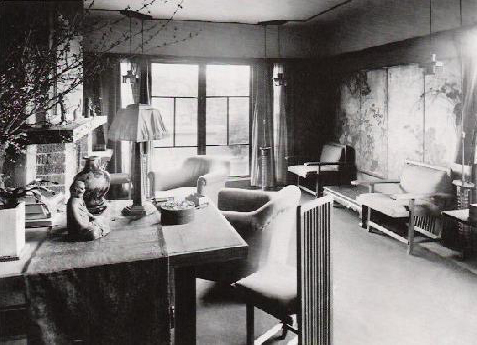
객실
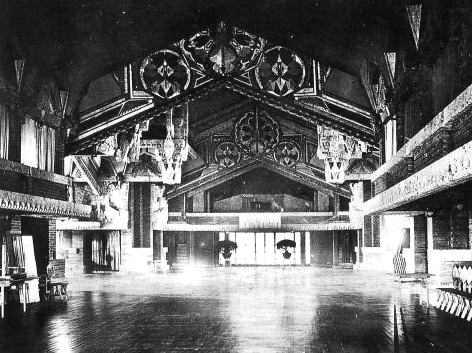
공작홀(1)
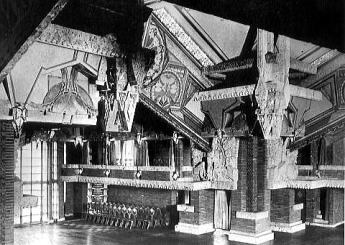
공작홀(2)
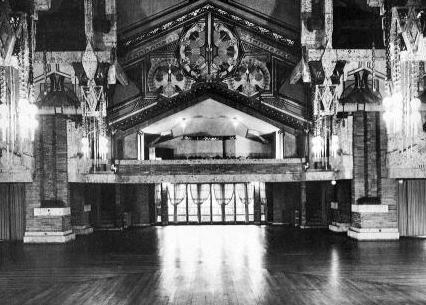
공작홀(3)
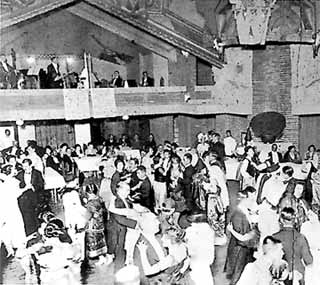
공작홀의 댄스 파티(쇼와 10년)
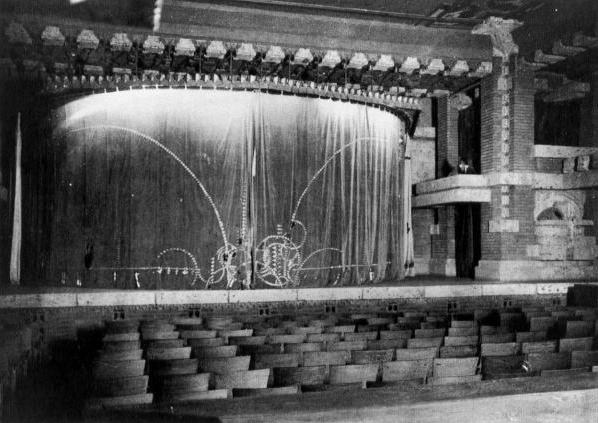
연회장
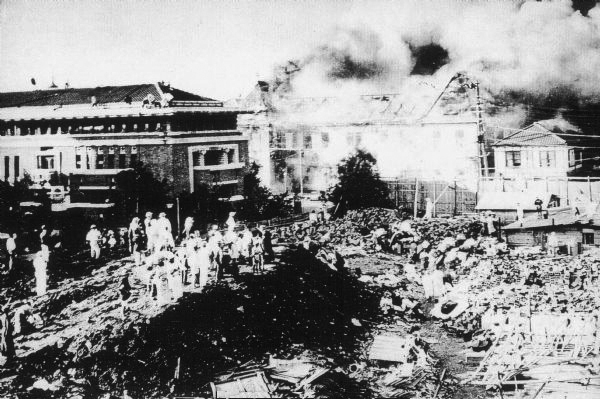
지진 재해 직후(오른쪽은 화재로 인해 불타고 있는 권업은행(勸業銀行))
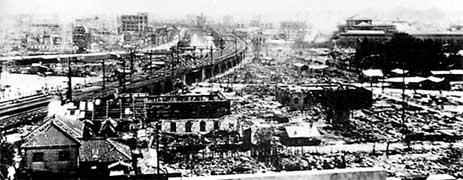
지진 재해 직후(유라쿠초역 부근 우측이 데이코쿠 호텔)

## 같이 보기
- 후지야 호텔
- 닛코 가나야 호텔